# Yusei Ogasawara
Yusei Ogasawara (小笠原 侑生 Ogasawara Yusei?), född 16 april 1988 i Ehime prefektur, är en japansk fotbollsspelare.
Ogasawara började sin karriär 2011 i Ehime FC. 2013 flyttade han till V-Varen Nagasaki.